# L'Œil du Malin
L'Œil du Malin is een Franse dramafilm uit 1962 onder regie van Claude Chabrol.

## Verhaal
Een verslaggever die een reportage maakt in Beieren, wordt jaloers op een gevierde auteur. Hij tracht door chantage met overspel diens vrouw voor zichzelf te winnen. Hij bereikt echter enkel dat de vrouw wordt vermoord.

## Rolverdeling
| Acteur           | Personage        |
| ---------------- | ---------------- |
| Jacques Charrier | Albin Mercier    |
| Stéphane Audran  | Hélène           |
| Walter Reyer     | Andréas Hartmann |
| Daniel Boulanger | Commissaris      |
| André Badin      | Politieagent     |